# Страны Африки, Карибского бассейна и Тихого океана
Страны Африки, Карибского бассейна и Тихого океана, сокр. страны АКТ (англ. African, Caribbean and Pacific Group of States, ACP countries) — международная организация, объединяющая на сегодняшний день 79 стран (48 в Африке, 16 в Карибском бассейне и 15 в Тихоокеанском регионе), большинство из которых являлись ранее французскими и британскими колониями .
Основополагающим документом организации является так называемое Джорджтаунское соглашение 1975 года, содержащее основные договоренности по совместной работе, преимущественно в экономической сфере.
Основными целями организации являются экономическое развитие стран-участников, интеграция в мировую экономику, а также основание «нового, справедливого и честного мирового общественного устройства». С самого начала главной целью была координация экономических связей между странами АКТ и ЕС .
В последние годы страны-участники перенесли своё внимание со стран ЕС на мировое сообщество, проведя ряд мероприятий в рамках ВТО.

## История создания
В период формирования Европейского союза европейские страны, имевшие бывшие колонии за пределами Европы, стремились сохранить свои особые отношения с ними. Таким образом, возникла идея «ассоциации» с зависимыми территориями, которая подразумевала предоставление им торговых концессий и оказание содействия развитию. Эта идея была формализована в I и II Конвенциях, подписанных в Яунде, в 1963 и 1969 гг. между Ассоциацией африканских государств (в основном бывшими французскими и бельгийскими колониями) и ЕС .
Затем на смену этим конвенциям пришли Ломейские конвенции, действовавшие с 1975 по 2000 год. Они охватывали взаимоотношения Евросоюза со странами АКТ. Первая из них была подписана в 1975 г. в Ломе, столице Того (Западная Африка), 9 странами Западной Европы и 46 развивающимися странами АКТ. IV Ломейскую конвенцию в декабре 1989 года подписали 12 стран ЕС и 70 стран АКТ. В ноябре 1995 г. на острове Маврикий была подписана обновлённая IV Ломейская конвенция, которую со стороны ЕС подписало уже 15 стран .
Если до середины 1970-х годов Западная Европа ориентировалась в основном только на связи с франкоязычными странами Западной Африки, то в последующие десятилетия в связи с расширением ЕС европейская внешняя политика стала развиваться по многим направлениям и охватила практически весь развивающийся мир.
I и II Ломейские конвенции были нацелены главным образом на содействие промышленному развитию стран АКТ, III — на обеспечение продовольственной безопасности. IV Ломейская конвенция, вступившая в силу в сентябре 1991 года, действовала десять лет. Основное внимание она уделяла долгосрочному развитию, в особенности частных инвестиций, малого бизнеса, содействию демократии и уважению прав человека, а также развитию островных государств. IV Ломейская конвенция представляла собой самый большой внешний бюджет ЕС — более 2 млрд евро в год.
Основным инструментом оказания помощи государствам АКТ являлся Европейский фонд развития (ЕФР). Реализация проектов ЕФР шло по пяти основным направлениям: стабилизация доходов от экспорта СТАБЕКС (STABEX) и СИСМИН (SYSMIN) для стран, зависящих от экспорта какого-либо минерала; помощь в ликвидации последствий катастроф; помощь беженцам; помощь структурным преобразованиям в экономике.
20 ноября 1996 года была опубликована так называемая «Зелёная книга», подводившая итоги 25-летия Ломейских конвенций.
23 июня 2000 года на 25-й встрече АКТ-ЕС на уровне министров в столице Бенина г. Котону был подписан новый договор о партнёрстве между ЕС и странами АКТ, определявший принципы сотрудничества сторон на ближайшие 20 лет. Договор получил название «Договор Котону». Под документом поставили свои подписи не только представители 15 государств ЕС и 71 страны АКТ, но и 6 островных государств Тихоокеанского региона — Островов Кука, Республики Науру, Республики Палау, Республики Маршалловы острова, Ниуэ, а также Федеративных штатов Микронезии, приглашенных принять участие в договоре в качестве новых участников. Из 78 стран группы АКТ Договор Котону не подписала только Куба.
Одной из основных целей договора является постепенная и гармоничная интеграция стран АКТ в систему мировой экономики на базе консолидации процессов региональной интеграции внутри самой группы АКТ. Базовые принципы сотрудничества — уважение прав человека, демократических норм, верховенства закона, а также режим справедливого правления — дополнены в договоре политическим диалогом между партнерами, который является теперь основным фактором для предоставления финансовой помощи ЕС. Важными новациями являются дифференциация помощи, привлечение гражданского общества к сотрудничеству, поощрение частного сектора, а также поддержка проектов, связанных с охраной окружающей среды и добычей полезных ископаемых. Договор предусматривает поэтапный процесс перехода к новому торговому режиму, который не будет более базироваться на односторонних преференциях, а будет постепенно формировать систему, основанную на принципах взаимности. Этапами этого процесса должны стать региональные соглашения об экономическом сотрудничестве, которые, вступив в силу в 2008 году, подготовят создание свободных экономических зон в 2020 году. Однако менее развитые страны АКТ, не готовые к подписанию региональных соглашений, будут продолжать пользоваться выгодами преференциального режима.
1 апреля 2003 году Договор Котону вступил в силу. Страны АКТ остаются в качестве одного из приоритетных направлений внешнеполитической линии Евросоюза в новом многополярном мире. В Африке ЕС намерен продолжать сотрудничество с Западноафриканским экономическим и валютным союзом, Сообществом развития стран Южной Африки, Экономическим сообществом стран Западной Африки, Восточноафриканским сообществом. Поддерживается диалог ЕС с Африканским союзом.
В целом политика Европейского союза в отношении развивающихся стран претерпевает в настоящее время существенные изменения, которые можно условно разделить на 4 категории:
1) радикальный пересмотр администрирования внешней помощи, особое внимание уделяется усилению координации и эффективной реализации программ помощи. Для этих целей в январе 2001 года был учреждён специальный орган — Центр сотрудничества по оказанию европейской помощи (англ. EuropeAid Co-operation Office), который занимается координацией всех программ внешней помощи и содействия Евросоюза;
2) переориентация программ помощи ЕС, которые становятся похожи на проекты других международных доноров, таких, как Всемирный банк и Международный валютный фонд, то есть основное внимание в них уделено политическому диалогу, управлению и стабильному развитию;
3) усилия по приведению политики развития Евросоюза в соответствие с правилами ВТО;
4) новая стратегия открытия рынка для самых бедных стран: в сентябре 2000 года Европейская комиссия предложила 48 беднейшим странам беспошлинный выход их товаров на европейский рынок к 2005 году. Эта инициатива под названием «Всё, кроме оружия» (англ. «Everything But Arms») начала реализовываться в 2001 году.
На сегодняшний день в группу АКТ входят 78 государств, 38 стран АКТ включены ООН в список 48 наименее развитых стран мира. Из 78 стран АКТ только Либерия и Эфиопия не являются бывшими колониями государств—членов ЕС. Не все бывшие колонии европейских стран входят в группу АКТ (например, бывшие британские колонии Индия и Пакистан). Отдельное соглашение с Европейским союзом имеет ЮАР, не являвшаяся полноправным участником Ломейских конвенций.

## Государства АКТ

### Африка
| - Ангола - Экваториальная Гвинея - Эфиопия - Бенин - Ботсвана - Буркина-Фасо - Бурунди - Джибути - Кот-д’Ивуар - Эритрея - Габон - Гамбия - Гана - Гвинея - Гвинея-Бисау - Камерун | - Кабо-Верде - Кения - Коморы - ДР Конго - Республика Конго - Лесото - Либерия - Мадагаскар - Малави - Мали - Мавритания - Маврикий - Мозамбик - Намибия - Нигер - Нигерия | - Руанда - Замбия - Сенегал - Сан-Томе и Принсипи - Сейшельские Острова - Сьерра-Леоне - Зимбабве - Сомали - ЮАР - Судан - Эсватини - Танзания - Того - Чад - Уганда - ЦАР |

### Карибский бассейн
| - Антигуа и Барбуда - Багамские Острова - Барбадос - Белиз - Доминика - Доминиканская Республика - Гренада - Гайана | - Гаити - Ямайка - Куба - Сент-Китс и Невис - Сент-Люсия - Сент-Винсент и Гренадины - Суринам - Тринидад и Тобаго |

Страны Карибского бассейна представляют собой сложившуюся геополитическую группировку относительно благополучных стран. Особенность Карибской группы стран заключается в их географической близости и экономической зависимости от США. Все эти страны вошли в созданную в 1995 году Ассоциацию Карибских государств (АКГ), развитие которой происходит в рамках интеграционного процесса в Западном полушарии.

### Тихоокеанский регион
| - Острова Кука - Фиджи - Кирибати - Маршалловы Острова - Микронезия - Науру - Ниуэ - Восточный Тимор | - Палау - Папуа — Новая Гвинея - Соломоновы Острова - Самоа - Тонга - Тувалу - Вануату |

Восемь стран бассейна Тихого океана являются самой разнородной группой среди стран АКТ. Самой крупной страной является Папуа-Новая Гвинея с населением 5 млн человек, что составляет 70 % населения всех стран, входящих в эту группу. Эти страны, представляющие собой островные государства, обладают небольшим экономическим потенциалом и ориентированы на экспортную торговлю. Папуа-Новая Гвинея с 1989 года участвует в Организации Азиатско-Тихоокеанского экономического сотрудничества. Другие государства этого региона, при поддержке Австралии и Новой Зеландии, тоже постепенно ориентируются на азиатский мировой экономический центр.

## Управление
АКТ управляется генеральным секретариатом со штаб-квартирой в Брюсселе (Бельгия). Ещё одно представительство открыто в Женеве (Швейцария).
Основными органами АКТ являются:
- Совет министров АКТ;
- Комитет послов АКТ;
- Парламентская ассамблея АКТ;
- Совместная ассамблея АКТ-ЕС, состоящая из одного избираемого представителя от каждой страны, участвовавшей в IV Ломейской конвенции, и равного числа членов Европейского парламента. Это консультативный орган, собирающийся два раза в год;
- Совет министров АКТ-ЕС, куда входят министры от стран ЕС и АКТ, а также представитель Комиссии, принимающий решения
- Комитет послов АКТ-ЕС, состоящий из постоянных представителей всех стран — членов ЕС, представителя Европейской комиссии и глав миссий государств АКТ в ЕС и выполняющий исполнительные и управленческие функции;
- Центр развития предпринимательства;
- Технический центр сельского хозяйства и земледелия.

Генеральным секретарём стран АКТ в 2005 году назначен Джон Капутин из Папуа — Новой Гвинеи.

### Наименее развитые страны АКТ
- Ангола
- Бенин ,  Буркина-Фасо ,  Бурунди
- ЦАР ,  Чад  ,  Коморы ,  ДР Конго
- Джибути
- Экваториальная Гвинея ,  Эритрея ,  Эфиопия
- Гамбия ,  Гвинея ,  Гвинея-Бисау
- Гаити
- Лесото ,  Либерия
- Мадагаскар ,  Малави ,  Мали ,  Мавритания ,  Мозамбик
- Нигер
- Руанда   Сан-Томе и Принсипи ,  Сьерра-Леоне  Сомали ,  Судан
- Восточный Тимор ,   Танзания  Того
- Уганда
- Замбия

### Островные государства АКТ
| - Острова Кука - Фиджи - Кирибати - Маршалловы Острова - Микронезия - Науру - Ниуэ - Восточный Тимор - Палау | - Папуа — Новая Гвинея - Соломоновы Острова - Самоа - Тонга - Тувалу - Вануату - Антигуа и Барбуда - Багамские Острова - Барбадос | - Сент-Люсия - Доминика - Доминиканская Республика - Гренада - Гайана - Гаити - Ямайка - Куба - Сент-Китс и Невис | - Сент-Винсент и Гренадины - Тринидад и Тобаго - Кабо-Верде - Коморы - Мадагаскар - Маврикий - Сан-Томе и Принсипи - Сейшельские Острова |